# Bo Lybæk
Bo Lybæk (født 12. april 1960) er en dansk erhvervsleder, der har haft ledende stillinger i danske og udenlandske virksomheder i de seneste 30 år. Siden januar 2008 har han været adm. direktør for GPV Group A/S (tidl. GPV International A/S), der opstod af det konkursramte GPV Industri A/S. Inden da var Bo Lybæk adm. direktør i Hydro Aluminium Tønder A/S og før det adm. direktør i LR Plast A/S. Han er medlem af hovedbestyrelsen i DI - Dansk Industri, medlem af bestyrelsen for DI Digital og medlem af repræsentantskabet for Fremstillingsindustrien under DI.

## Resultater
GPV International A/S leverede et overskud under Bo Lybæks første år som adm. direktør, og han påbegyndte en genopretning af GPV Group, som var kriseramt, da han tiltrådte som direktør i 2008. I 2009 igangsatte Bo Lybæk og GPVs bestyrelse en rekonstruktion af selskabet og skabte på den baggrund positiv indtjening i de følgende år. Omstruktureringen ledte frem til, at GPV blev solgt til Schouw & Co. til en værdi af 400 mio. kroner i 2016.
Under Bo Lybæks ledelse byggede GPV en helt ny fabrik i Thailand i 2015 og i Mexico i 2016. Han stod i spidsen for opkøbet af den Horsens-baserede elektronikproducent BHE A/S, tidligere Bent Hede Elektronik, som GPV overtog 1. marts 2017.
Bo Lybæk er også en af hovedpersonerne bag GPVs store opkøb af schweiziske CSS Group, der blev en del af koncernen 1. januar 2019, og sammenlægningen med konkurrenten Enics i 2022.
GPV har med Bo Lybæk i spidsen formået at løfte omsætningen markant de seneste år. Fra 1.218 mio. kr. i 2018 til 5,9 mia. kr. i 2022 oven på fusionen med Enics.
Senest har Bo Lybæk (sammen med resten af GPV Group) præsenteret en ny vækstplan, der skal drive omsætningen op på ca.10 mia. kr. i 2026.
Bo Lybæk er uddannet civilingeniør i 1986 fra Aalborg Universitet og MBA (Diplom KMU HSG – MBA for Small and Medium-sized Enterprises) fra Universität St. Gallen, Hochschule für Wirtschafts-, Rechts- und Sozialwissenschaften i 1996. Han har også i 2019 deltaget i Orchestrating Winning Performance, IMD Business School, Lausanne.
Han varetager i dag flere tillidsposter under DI - Dansk Industri, herunder som medlem af DI's hovedbestyrelse, medlem af bestyrelsen for DI Digital og medlem af Fremstillingsindustrien. Han bestrider desuden bestyrelsesposter i blandt andet Jydsk Aluminium Industri, Dantrafo A/S og MSSP A/S.

## Tiden inden GPV
Inden Bo Lybæk tiltrådte som adm. direktør i GPV International A/S var han i perioden 1999-2008 adm. direktør i Hydro Aluminium Tønder A/S og Hydro Aluminium Raeren SA, Belgien. Sideløbende var han i perioden 2002-2008 adm. direktør i Norsk Hydro Danmark A/S, der er en del af Statoil International Holding A/S. Inden da var han adm. direktør i LR Plast A/S, Glostrup fra 1996 til 1999, og før det vicedirektør i Biberist AG i Schweiz fra 1995-1996. Bo Lybæk har desuden boet og arbejdet i Schweiz i otte år.
Bo Lybæk stod i spidsen for et turn around i Hydro Aluminium Tønder A/S, der resulterede i en øget omsætning fra 483 mio. kroner til 798 mio. kroner i perioden 1999-2007. Virksomheden øgede i denne periode sit overskud før renter og skat fra 1 procent til plus 6 procent.